# موشق موسیسیان
موشق آبراهامی موسیسیان (ارمنی: Մուշեղ Աբրահամի Մովսիսյան؛ زادهٔ ۲۶ دسامبر ۱۹۵۶ - درگذشته ۲۰ سپتامبر ۲۰۰۴) یک سیاستمدار  اهل ارمنستان بود که از تاریخ ۱۹۹۹ تا تاریخ ۲۰۰۳ سمت نمایندگی دوره دوم مجلس ملی جمهوری ارمنستان را برعهده داشت.

## زندگی‌نامه
در ۲۶ دسامبر ۱۹۵۶ در واغارشاپات به دنیا آمد .   وی در ۲۰ سپتامبر ۲۰۰۴ در سن ۴۷ سالگی در ایروان درگذشت.